# Diego Ronquillo
Diego Ronquillo desempeñó el cargo de gobernador de Filipinas entre 10 de marzo de 1583 y el 16 de mayo de 1584.

## Filipinas
Autorizado por el Rey de España Felipe II Gonzalo Ronquillo, había nombrado gobernador interino a su sobrino Diego, que le sucedió a su fallecimiento.
Manila sufrió graves daños por un incendio que se produjo el 19 de marzo de 1583. Diego se dedicó a reedificar la ciudad prodigando a este fin sus bienes.
Supo de la llegada a China, desviando su rumbo, del navío que había salido para Acapulco en el cual fundaba el vecindario su principal esperanza.

"...Afortunadamente envió al factor de la Hacienda Juan Bautista Román y al Padre Jesuíta Alonso Sánchez que sin hacer uso de las facultades extraordinarias que les había conferido, hasta para destituir en su caso al Capitán del buque, lograron que este continuase
su derrota..."
Felipe M. de Govantes.

En aquellos días regresa uno de los galeones enviados al Perú para adquirir mercaderías, pertrechos de guerra y efectos para los reales almacenes. Así pudo satisfacer a algunos vecinos que habían perdido sus casas y también enviar auxilios a los portugueses que estaban sosteniendo el pabellón español en Molucas.

"...En tanto que se iba renovando el caserío de Manila, activó Don Diego Ronquillo la reducción de varios pueblos de Leyte, Pangasinán y otros puntos que aún no satisfacían el tributo, y aumentólas encomiendas, dejando en el breve espacio de catorce meses que duró su mando, los más gratos recuerdos..."
Felipe M. de Govantes.

Fundó el Pósito y la Ermita del Royo de la campana del Aceral, así como una capellanía en Aldeaseca para que, con sus rentas, se dijeran misas por su alma y por la de su bisabuelo don Rodrigo Ronquillo, natural de Aldeaseca, Ávila. versión que sobre los Ronquillo nos ofrece Eduardo Ruiz Ayúcar en su obra El Alcalde Ronquillo; su época, su falsa leyenda negra, editada en 1958. Tales orígenes son considerados erróneos por otros autores.</ref>

## China
En 1583, el jesuita Alonso de Sánchez llega a Manila buscando apoyos para la conquista y evangelización del Imperio Chino. Logra convencer tanto al Obispo de Manila, el dominico Fray Diego de Salazar, como al gobernador Diego Ronquillo. Alonso partió a la península haciendo escala en México, pero no logró convencer a los miembros del Consejo de Indias. Para apoyar su gestión el 20 de junio de 1583, Diego Ronquillo escribe a Felipe II proponiéndole la invasión de China.'

"...Acá ha parescido que con ocho myll hombres habrá bastante copia para la conquista, y con ayudarnos de japones que son sus enemigos y muy buena gente para la destas partes, y aún yrán con mucha voluntad a seruir a V.M. esta jornada..."
Carta de Ronquillo a Felipe II